# Chicago Fall Tennis Classic
Chicago Fall Tennis Classic este un turneu de tenis organizat în Chicago, Illinois pentru jucătoare profesioniste de tenis, a cărui primă ediție a făcut parte din turul WTA 2021. Turneul se desfășoară pe terenuri cu suprafață dură în aer liber, la sfârșitul lunii septembrie.

## Rezultate

### Simplu
| An   | Campioană        | Finalistă  | Scor          |
| ---- | ---------------- | ---------- | ------------- |
| 2021 | Garbiñe Muguruza | Ons Jabeur | 3–6, 6–3, 6–0 |

### Dublu
| An   | Campione                      | Finaliste                         | Scor     |
| ---- | ----------------------------- | --------------------------------- | -------- |
| 2021 | Květa Peschke Andrea Petkovic | Caroline Dolehide CoCo Vandeweghe | 6–3, 6–1 |